# 印度淡色艾尔
印度淡色艾尔（英語：India Pale Ale，縮寫為 IPA）是一种酒花气味浓郁的淡色艾尔，最早于19世纪在英格兰酿造。已知“印度淡色艾尔”一词最早出现在1829年的《悉尼公报》（Sydney Gazette）。这种啤酒也可以称作“为印度酿制的淡色艾尔”、“印度艾尔”、“淡色印度艾尔”或“出口印度的淡色艾尔”。

## 历史
“淡色艾尔”原义是指由淡色麦芽酿制的艾尔啤酒。与后期不同，18世纪早期的淡色艾尔使用很少量的酒花。直到18世纪中期，大部分淡色艾尔使用焦炭烘烤过的麦芽，如此制造麦芽的过程大麦受烟熏和烘焙较少，因此可以产生颜色较淡的啤酒。十月啤酒便是其中之一，这种淡色啤酒使用一定量的酒花，并且需要窖藏两年，在本土十分受欢迎。
最早出口啤酒到印度的酒商是米德塞克斯埃塞克斯交界处Bow Brewery的乔治·霍奇森（George Hodgson）。Bow Brewery的啤酒在18世纪晚期由于酒厂位置和霍奇森宽松的18个月信誉额度而在东印度公司商人中广受好评。霍奇森的十月啤酒在航运条件下独享的风味，使其得到印度客户的高度认可。酒厂在19世纪初交由霍奇森的儿子们进行管理，但他们的生意却不得人心。同时期的伯顿酒厂由于啤酒新税而失去了俄罗斯的欧洲出口市场，急切寻找新的出口市场。
为满足东印度公司的需求，Samuel Allsopp & Sons酒厂开发出一种具有霍奇森印度啤酒风格的加重酒花淡色艾尔。其他伯顿酒厂，包含Bass Brewery和Salt's Brewery，同样亟待替换他们丧失的俄国市场并快速跟随Allsopp的引领。可能是酿造过程中伯顿水质带来的优势，使伯顿产印度淡色艾尔夺得酒商和印度客户的青睐，但霍奇森十月啤酒对伯顿酒厂产印度淡色艾尔的影响十分显著。
早期的IPA，如同伯顿酒厂和霍金森酒厂出品，也仅仅比同期啤酒酒精度略高而并不能视作高度艾尔。但这种酒有更多比例麦汁良好发酵使得残糖更少，而且酒花使用量也更多。早期IPA相比同期啤酒更烈的普遍说法实际上只是传奇。同期发往印度和加州的波特啤酒也在航行后保存良好的风味，很多人所宣称霍奇森啤酒配方超越其他啤酒而适应长途运输的说法很可能是错误的。可以确信的是在1860年代，印度淡色艾尔在英格兰的酿造已十分普及，而且他们相比波特和其他众多艾尔具有更高发酵度（attenuation）和更重的酒花风味。
出口型淡色艾尔即所谓“印度淡色艾尔”的需求在1840年左右的英格兰迅速发展，之后IPA在本土也十分流行。许多酒厂在19世纪晚期去掉了印度一词，但记录显示这些“淡色艾尔”保持了早期IPA的特点。美国、澳大利亚和加拿大的酒厂在1900年之前也开始生产IPA，有关记录指出这些啤酒和当时的英式IPA风格相同。

## 英国
IPA在英国通常指低浓度啤酒，如格林王（Greene King）IPA和查尔斯·威尔斯（Charles Wells）的老鹰IPA。这些IPA的酒精度数通常为4%或更低，这是由于这些啤酒在第一次世界大战时期开始酿造于不列颠，那时对于啤酒原料的税费上涨，酒厂纷纷降低他们啤酒的烈度。

## 加拿大和美国
加拿大和美国的IPA同样具有较长的历史。当代的美式IPA通常使用美国产的酒花，如卡斯卡特、世纪、西楚、哥伦布、奇努克、西姆科、亚麻黄、战斧、勇士和努格特。东海岸IPA与西海岸IPA相比，具有更重的麦芽香，以平衡浓郁的酒花香。相反西海岸的口味则更倾向于较重的酒花香，这可能是由于西海岸酿酒厂与酒花产地太平洋西北地区较近的缘故。东海岸酿酒厂则更倾向于使用较浓烈的欧洲酒花和特殊麦芽。
双重IPA，或称为帝国IPA是更烈且酒花香十分浓郁的的IPA，其酒精浓度通常在7.5%以上。这种风格据说由加州圣塔罗莎的Russian River Brewing Company主人Vinnie Cilurzo首创，在加州圣地亚哥县广受欢迎，最终获名“圣地亚哥淡色艾尔”。
美式印度淡色艾尔与比利时啤酒风格结合，创造出如De Proefbrouwerij生产的Viven IPA和舒弗（Chouffe）的Houblon Chouffe等比利时IPA。

## 印度淡色拉格
不少酿酒商开发出“印度淡色拉格”或IPL（India Pale Lager），这种啤酒使用下层发酵酵母并带有类似IPA的强烈酒花香，长时间的窖藏（lagering）使酒体更轻更纯而突显酒花的微妙。